# 御木本製薬
御木本製薬株式会社（みきもとせいやく、英: Mikimoto Pharmaceutical Co.,Ltd）は、三重県伊勢市に本社を持つ、真珠をベースとした化粧品、医薬品、医薬部外品、栄養食品、工業薬品の製造販売を手がける会社。特に化粧品に関しては、長きに渡りミキモト化粧品とよばれ親しまれる。ミキモトコスメティックスの名称も用いられる。
関連会社にミキモト、ミキモト真珠島（三重県鳥羽市）がある。

## 沿革
太平洋戦争中の奢侈禁止令により宝飾品が作れなくなった際に御木本幸吉が漢方思想に着目して会社を興した。1949年（昭和24年）には医薬品「パールカルク」の販売を開始、1982年（昭和57年）には無香料・無着色の基礎化粧品を発売した。界面活性剤を用いない乳化技術を世界で初めて開発し、販売する製品の95％で特許出願中または特許権を有しており、近年はOEM事業も行っている。
2010年（平成22年）4月1日に鳥羽国際ホテルがリニューアルオープンしたのを機に、同ホテルとコラボレートしてリゾート施設では日本初となる「真珠スパ」を設置した。

## 事業所
- 本社・工場
  - 三重県伊勢市黒瀬町1425
- 東京オフィス
  - 東京都中央区銀座5丁目15番8号 時事通信ビル9F

## 主な一般製品

### 化粧品
- キャシア/キャシア・プレミアム
- ムーンパール
- ラフェリーナ ドゥ
- エルチェ

### 医薬品/医薬部外品
- アプトリーヌ
- ボディリフトローション
- エンジェリーナEX
- メディカライズ
- ベビースキンケア
- アバウス

### 栄養食品
- 葡萄珠
- 真珠貝肉エキス
- ヘルシーサポートエンザイム
- ローヤルゼリーT
- ウィートジャームオイルL（ビタミンE配合食品）
- マイカルク（カルシウム配合食品）
- 植物ステロールW

## 関連会社
- ミキモト
- ミキモト真珠島